# Bequaertinia
Bequaertinia là một chi bọ cánh cứng trong họ Chrysomelidae.
Chi này được Laboissiere miêu tả khoa học năm 1922.

## Các loài
Các loài trong chi này gồm:
- Bequaertinia leontovitchi Laboissiere, 1940
- Bequaertinia nodicornis Laboissiere, 1922